# 馬爾科·格魯伊奇
馬爾科·格魯伊奇（發音：[mâːrko ɡrûːjitɕ]；1996年4月13日—）是一位塞爾維亞足球運動員。在場上的位置是中場。現效力葡萄牙足球超级联赛球隊波尔图。塞爾維亞國家足球隊成員。

## 俱樂部生涯
2020年10月6日，格魯伊奇被利物浦外借到葡超球隊波尔图。

## 榮譽
贝尔格莱德红星
- 塞爾維亞足球超級聯賽冠軍 : 2015–16

波尔图
- 葡萄牙足球超級聯賽冠軍 : 2021–22
- 葡萄牙盃冠軍 : 2021–22, 2022–23
- 葡萄牙聯賽盃冠軍 : 2022–23
- 葡萄牙超級盃冠軍 : 2020, 2022